# 芭芭拉·蒂莫
芭芭拉·蒂莫（葡萄牙語：Bárbara Timo，1991年3月10日—），巴西、葡萄牙女子柔道运动员，2019年世界柔道锦标赛女子70公斤级银牌得主、2022年世界柔道锦标赛女子63公斤级铜牌得主。